# Chalkie Davies
Chalkie Davies (* květen 1955) je velšský fotograf. Narodil se v Cardiffu a nejprve pracoval jako letecký inženýr. V letech 1975 až 1979 pracoval pro časopis NME. Věnoval se převážně fotografování rockových hudebníků. Někteří z nich jeho fotografie použili i na obalech svých alb, byli to například Elvis Costello, Mike Oldfield, Pete Townshend nebo skupina The Teardrop Explodes. Časopis NME mu v roce 2014 udělil ocenění za přínos hudební fotografii.